# Mashup Awards
Mash up Awards（マッシュアップアワード）は、2006年にスタートしたWeb開発者が自ら開発したWebサイトやスマートフォンのアプリケーション等の技術、デザイン、アイデアを競い合うコンテストである。略称 MA。
2006年から2018年までMashup Awards、2019年以降はヒーローズリーグと改称して開催されている

。
毎年開催され、2016年で12回となる。第12回は 2016年9月26日から2016年11月21日まで開催された。最優秀賞、優秀賞のほかに、部門賞とテーマ賞が設けられている。

## コンテスト実績
- Mashup Awards 1（2006年6月5日 - 2006年7月31日）応募総数：56作品（303名）
- Mashup Awards 2（2007年1月23日 - 2007年3月12日）応募総数：108作品（253名）
- Mashup Awards 3 応募総数：193作品
- Mashup Awards 4 応募総数：259作品
- Mashup Awards 5 応募総数：346作品
- Mashup Awards 6 応募総数：544作品
- Mashup Awards 7 応募総数：500作品
- Mashup Awards 8 応募総数：466作品
- Mashup Awards 9 応募総数：460作品
- Mashup Awards 10 応募総数：359作品
- Mashup Awards 11 応募作品：431作品
- Mashup Awards 2016 応募作品：For All 317作品、For Pro 30作品 [5]
- Mashup Awards 2017

## Mashup Awards 1
受賞作品 
- 最優秀賞
  - CALTA MAPシリーズ 「みんなの水遊びMAP」
- 優秀賞
  - みんなで作ろうPodcastMAP 【castella-UILo】お祭り2006
  - じゃらん×Skype - Share Over Skype
  - fromA viaG

## Mashup Awards 2
受賞作品 
- 最優秀賞
  - 出張JAWS（ジョーズ）
- 優秀賞
  - doodle（ドゥードゥル）

## Mashup Awards 3
受賞作品 
- 最優秀賞
  - 「ONGMAP」
- マッシュ賞（アイデアを評価する賞）
  - 「StartCommand」
- アップ賞（完成度を評価する賞）：
  - 「authr」

## Mashup Awards 4
受賞作品 
- 最優秀賞
  - 「ChaMap」
- 優秀賞
  - 「emo - ブログを書いたら自分がわかった！」
  - 「MASHUP×CROSSWORD」
- Technology賞
  - 「Newsgraphy」
- Business賞
  - 「モバロケ」

## Mashup Awards 5
受賞作品 
- 最優秀賞
  - 「SocialCombat V」
- 優秀賞/審査員特別賞
  - 「CastOven」
- 優秀賞
  - 「radiooo」
  - 「TRAVATAR」
  - 「OpenSocial Dashboard」

## Mashup Awards 6
受賞作品 
- 最優秀賞
  - 「育児日記EmiriSystem」
- 優秀賞
  - 「テリトリ」
  - 「Twiccha」
  - 「安心レーダー」
  - 「Tag Tansu: 洋服と Web をつなぐマッシュアップ・クローゼット」

## Mashup Awards 7

### 受賞作品
- 最優秀賞
  - 「ミブリ・テブリ -QUIZ kinect-」
- 優秀賞(4作品)
  - 「engraph for Android (BETA)」(当時・高校生ファイナリスト)
  - 「smoon」
  - 「東日本大震災アーカイブ」
  - 「alarm everyone」
- テーマ賞(10作品)
  - キラキラコミュニケーション賞「ametv.jp アメーバなうTV」（授賞者ブログ）
  - Happy Life Sharing賞 「My365」
  - Mashup Innovation on Android賞 「Touchanote」
  - Developer, Developer, Developer!!賞 「Facematch」
  - Innovative Communication賞 「アラームエブリワン for mixi」
  - Smart Mobile Payments賞 「ソーシャルランチ」
  - コンテクスト利用型ＡＲ賞 「マガポ．」
  - Social Shopping賞 「ミナオメ！」
  - Local Info Innovation賞 「ソーシャルランチ」
  - U-23賞 「otoge.net」
- メディアパートナー賞(8作品)
  - ソーシャルメディア賞 「breadcrumbs（ブレッドクラム）」
  - ariTV東北再興しま賞 「Toksy」
  - おばかアプリ賞 「Kinect 巨乳」
  - ねとらぼ賞 「リア充爆発しろ」
  - ニュースがどんどん読みたくなるで賞 「Gunosy」(現・グノシー)
  - マイコミジャーナル賞 「ソーシャルランチ」
  - PUBLIC-IMAGE.ORG賞 「Big-Browser」
  - リクルート TECH総研賞 「tipshare.info」
- 協力企業賞(■作品)
- PowerAppsJAPAN賞
  - PowerAppsJAPAN賞 「Toksy」
- MUP48賞
  - MUP48賞 「My365」
- MA7サポーター賞
  - 小悪魔賞 「MangafulDays」

### イベント
募集期間 2011/9/7 - 2011/11/7
- Meetup
  - Mashup Caravan in Tokyo Vol.1
  - Mashup Caravan in Tokyo Vol.2
  - Mashup Caravan in Tokyo Vol.3
  - Mashup Caravan & Meetup in Fukuoka
  - Mashup Caravan & Meetup in Sapporo
  - Mashup Weekend in Fukui（Caravan & Meetup & Camp）
  - Mashup Caravan & Meetup in Kyoto
  - Mashup Camp in Kyoto
  - Mashup Meetup in Nagoya(非公式)

- 特別イベント
  - 【MUP48×広瀬香美さん×Tech総研】IT女子会
  - Mashup Camp 締切直前36時間耐久ハッカソン

- MashupBattele 1st Stage（11/8 - 11/20）
  - 関西

| 日時       | 2011/11/12                                             |
| 会場       | 京都リサーチパーク東地区 京都高度技術研究所(ASTEM) 10F |
| 参加作品数 | ■作品                                                  |

- - 北陸

| 日時       | 2011/11/13             |
| 会場       | 福井県産業情報センター |
| 参加作品数 | ■作品                  |

- - 九州

| 日時       | 2011/11/13 |
| 会場       | 福岡gate's |
| 参加作品数 | ■作品      |

- - 東北

| 日時       | 2011/11/19                         |
| 会場       | トラストシティカンファレンス・仙台 |
| 参加作品数 | ■作品                              |

- - 関東(1部・2部・3部)

| 日時        | 2011/11/20                                                              |
| 会場        | リクルートアネックス1ビル B1F                                           |
| 参加作品数  | 100作品                                                                 |
| 2nd進出作品 | たっちなう・fuji-san (ふじけん△略してfuji-san) ・東日本大震災アーカイブ |

- MashupBattele 2nd Stage

| 日時 | 2011/11/29                    |
| 会場 | リクルートアネックス1ビル B1F |

- Mashup Battle Final Stage

| 日時 | 2011/12/11         |
| 会場 | 品川グランドホール |

## Mash up Awards 8
受賞作品 
- 最優秀賞
  - 「Voicepic」
- 優秀賞
  - 「寝顔認識めざまし Facekick」
  - 「シャチクのミカタ」
  - 「コトバノモリ」
  - 「おーいおまえ ねむっTEL」
  - 「SoMoX」
  - 「melocy(メロシー)」

## Mashup Awards 9
受賞作品 
- 最優秀賞
  - 「1Click飲み」
- 優秀賞
  - 「Quiz Drive (クイズドライブ)」
  - 「ANNAI Call-多言語対応クラウド・ソーシャルコール・サービス」
  - 「vinclu (ウィンクル)」
  - 「毎朝体操」

- 関連イベント
  - 2013.06.21-22 梅雨を吹きとばせ！第2回アフィリエイトソン -開発して稼ごうお小遣い！- ＠ 東京都
  - 2013.07.19-21 Mashup Camp @ 東京都
  - 2013.08.12 ビッグデータ・オープンデータが「くらし」を「変える」－住みよいまちをみんなで考えるアイデアソン！ ＠ 福岡県
  - 2013.08.15 MashupAwards 特別企画 ビッグデータ・オープンデータが「くらし」を「変える」－住みよいまちをみんなで考えるアイデアソン！ ＠ 奈良県
  - 2013.08.22 MA9 Mashup Caravan&Meetup札幌 ＠ 北海道
  - 2013.08.24 シビックハッカソン in 鯖江 ＠ 福井県
  - 2013.08.30-09.01 TET x MA9 アイディアソン・ハッカソン ＠ 徳島県
  - 2013.09.05 MA9 Mashup Caravan&Meetup福岡 ＠ 福岡県
  - 2013.09.06-8 MA9 MA9 Mashup Camp 東京 Vol.01 週末ハッカソン ＠ 東京都
  - 2013.09.12 MA9 Mashup Caravan&Meetup大阪 ＠ 大阪府
  - 2013.09.14 アイデアソン（ハッカソンMashup Camp札幌のプレイベント） ＠ 北海道
  - 2013.09.15-16 MA9 Mashup Camp札幌！！ ＠ 北海道
  - 2013.09.18 MA9 Mashup Caravan&Meetup名古屋 ＠ 愛知県
  - 2013.09.19 MA9 Mashup Caravan&Meetup東京 ＠ 東京都
  - 2013.09.21-23 MA9 Mashup Camp 沖縄！！ ＠ 沖縄県
  - 2013.09.25 MA9 Mashup Caravan&Meetup飯塚 ＠ 福岡県
  - 2013.09.27-29 MA9 Mashup Camp ハードウェア東京ハッカソン with Gugen ＠ 東京
  - 2013.10.01 MA9 特別企画 目指せMashup Awards 9の星！楽天をHACKする アイデアソン！！ ＠ 愛知県
  - 2013.10.02 MA9 Mashup Caravan&Meetup信州 ＠ 長野県
  - 2013.10.05-06 MA9 Mashup Camp 福岡！ ＠ 福岡県
  - 2013.10.08 MA9 Mashup Caravan&Meetup札幌 vol.02 ＠ 北海道
  - 2013.10.10 MA9 Mashup Caravan&Meetup 東京 Vol.02 ＠ 東京都
  - 2013.10.12-13 シビックハック and Mashup Camp in 名古屋
  - 2013.10.14,21 MA9 Mashup Camp 福井！！ ＠ 福井県
  - 2013.10.15 MA9 Mashup Awards 9 アイデアワークショップ 京都 ＠ 京都府
  - 2013.10.19-20 MA9 Mashup Camp in 大阪 ＠ 大阪府
  - 2013.10.23 MA9 Mashup Battle 1st Stage in 福岡 ＠ 福岡県
  - 2013.10.24 MA9 Mashup Battle 1st Stage in 札幌 ＠ 北海道
  - 2013.10.28 MA9 Mashup Battle 1st Stage in 名古屋 ＠ 愛知県
  - 2013.10.29 MA9 Mashup Battle 1st Stage in 東京 1会場 ＠ 東京都
  - 2013.10.30 MA9 Mashup Battle 1st Stage in 東京 2会場 ＠ 東京都
  - 2013.11.01 MA9 Mashup Battle 1st Stage in 大阪 ＠ 大阪府
  - 2013.11.05 MA9 Mashup Battle 2nd Stage ＠ 東京都
  - 2013.11.12 MashupAward 9 授賞式 ＠ 東京都

- 非公式イベント
  - 2013.09.17-26 会津開発合宿2013 ＠ 福島県

## Mashup Awards 10

### 受賞作品（Final進出作品）[14][15]
- 最優秀賞
  - 「無人IoTラジオ Requestone （リクエストーン） by Team Edi」
- 優秀賞
  - 「Intempo」
  - 「ごはんですよ！ by nabo」
  - 「VISTouch」
  - 「Twinkrun - 全く新しい鬼ごっこ」
  - 「T☆L Perc!! by T-KIZ」

- オープンデータ部門賞[16]
  - 「GEEO（あらゆる不動産の価格を予測します）」

- Civic Tech部門賞
  - 「台風リアルタイム・ウォッチャー」

- ウェアラブルデバイス部門賞
  - 「おなかのげんじつ by WAISTON Chobit Healthcare」

- student部門賞作品
  - 「http://hacklog.jp/works/363 いつのまに家計簿」

- おばかアプリ部門賞作品
  - 「Tetris 3D Modeler」

- OpenWebApps部門賞作品
  - 「UFO-Escape」

- ハードウェア部門賞作品
  - 「うまいドライブ」

- GeekGirls部門賞作品
  - 「http://hacklog.jp/works/894」

- U-18部門賞作品
  - 「CrossOffice」

### イベント
- Mashup Battle Final Stage[15]

| 日時       | 2014/11/19   |
| 会場       | 渋谷ヒカリエ |
| 参加作品数 | 15作品       |

- Mashup Battle 2nd Stage [17]

| 日時       | 2014/11/10                                        |
| 会場       | TOKYO CULTURE CULTURE（東京カルチャーカルチャー） |
| 参加作品数 | 52作品                                            |

### 関連イベント
- 各地開催アイデアソン、ハッカソン
  - 名古屋アイデアソン・・・サポートAPI：デンソー、どこどこJP
  - 鯖江アイデアソン・・・サポートAPI：Melocy、トヨタITC
  - 青森アイデアソン・・・サポートAPI：SendGrid、NTTドコモ、日本マイクロソフト
  - 愛媛アイデアソン・・・サポートAPI：SendGrid、マイクロソフト
  - 名古屋ハッカソン・・・サポートAPI：デンソー、楽天、ぐるなび、エクシング、朝日新聞
  - 福井ハッカソン・・・サポートAPI：PUX、トヨタITC、SendGrid、jig.jp、マイクロソフト
  - 東京アイデアソン・・・サポートAPI：SendGrid、デンソー、Twilio、freee、ニフティ、東急ハンズラボ
  - 函館アイデアソン・・・サポートAPI：NTTドコモ、トヨタITC、ニフティ
  - 東京ハッカソン・・・サポートAPI：mbed、インテル、楽天、PUX、SendGrid、NTTドコモ、エクシング、マイクロソフト、Gracenote、東急ハンズラボ
  - 大阪アイデアソン・・・サポートAPI：モリサワ、デンソー、ヌーラボ、
  - 福岡アイデアソン・・・サポートAPI：Twilio、モリサワ、ヌーラボ、インテル
  - 徳島ハッカソン・・・サポートAPI：トヨタITC、日本マイクロソフト、朝日新聞、HOYA、エクシング、丹波市
  - 鹿児島アイデアソン・・・サポートAPI：PUX、Twilio、Gracenote、デンソー
  - 飯塚アイデアソン・・・サポートAPI：Twilio、モリサワ
  - 塩尻ハッカソン・・・サポートAPI：トヨタITC、日本マイクロソフト、エプソン
  - 福島アイデアソン・・・サポートAPI：SendGrid、NTTドコモ、GClue AkaBeacon
  - 大阪ハッカソン・・・サポートAPI：PUX、エクシング、トヨタITC、朝日新聞、Twilio、Gracenote
  - 東京アイデアソン・・・サポートAPI：楽天、エクシング、ニフティ、朝日新聞、デンソー、SendGrid、Gracenote
  - 福岡ハッカソン・・・サポートAPI：PUX、エクシング、トヨタITC、朝日新聞、Twilio、PoketDuino
  - 沖縄ハッカソン・・・サポートAPI：デンソー、トヨタITC、ぐるなび、朝日新聞

- その他
  - ドコモ×ドコモ・ベンチャーズ Developer Application Contest 2nd 札幌アイデアソン
  - ドコモ×ドコモ・ベンチャーズ Developer Application Contest 2nd 札幌ハッカソン
  - 電話 × 決済 APIで考える「お小遣い獲得モデル」のアイデアソン！ with Twilio & WebPay
  - TechCrunch Hackathon Osaka
  - Combinator × Mashup Awards提供！企画持ち寄り型アイデアソン&ミートアップ!!
  - 「車」データやAPIで考える！！テーマ型サービス企画アイデアソン
  - NHK HACKATHON
  - ランサーズ×Mashup Awards「47都道府県おじゃましますin沖縄」
  - Yahoo! JAPAN インターネット クリエイティブアワード
  - 未来の食卓を考える MA10 × Gugen 共同企画
  - 少し未来の食卓 by 楽天
  - SmartLife Hack
  - TOYOTA HackCarsDays2014
  - インテル® Edison ボードハッカソン東京
  - Hack On Air（MBSハッカソン）

## Mashup Awards 11

### 受賞作品[18]
- 最優秀賞
  - 「参式電子弓」
- 優秀賞
  - 「ビビビコントローラー」
  - 「CliMix [ｸﾗｲﾐｯｸｽ] 」
  - 「Spectee」
  - 「PINCH by tsukuba@deep」
- IoT部門賞
  - 「Peta Peta」

- 学生部門賞
  - 「PoiPet by SAWARITAI」
- インタラクティブ・デザイン部門賞
  - 「gの天秤」
- Mushup部門賞
  - 「Openness-adjustable Headset：開放度を調整可能なヘッドセット」
- おばかアプリ部門賞
  - 「寝返りブロックくずし」
- CIVITECH部門賞
  - 「千葉市お祭りデータセンター by Code for Chiba」

### イベント

#### Mashup Battle Final STAGE
| 日時       | 2015/11/18   |
| 会場       | 渋谷ヒカリエ |
| 参加作品数 | 12作品       |

#### Mashup Battle 2nd STAGE
| 日時       | 2015/11/7                                         |
| 会場       | TOKYO CULTURE CULTURE（東京カルチャーカルチャー） |
| 参加作品数 | 55作品                                            |

#### Mashup Battle 1st Stage
- Mashup Battle 1st Stage in 東北
- Mashup Battle 1stStage in 東京①
- Mashup Battle 1stStage in 東京②
- Mashup Battle 1st Stage in 東海
- Mashup Battle 1stStage in 北陸
- Mashup Battle 1stStage in 関西

#### 部門決勝
- インタラクティブ・デザイン部門賞
- 学生部門賞
- IoT部門賞
- CIVICTECH部門賞

### 関連イベント

#### 各地開催アイデアソン、ハッカソン
- 八王子ハッカソン Hachioji Hackathon by Mashup Awards for Students 〜学生が切り拓く八王子の未来〜
- 金沢ハッカソン 「新幹線開通×CIVICTECH」創ろう未来の北陸！！〜 with Students 金沢編〜
- 会津ハッカソン CIVIC TECHで創ろう未来の会津！！〜 with Students 会津編〜
- 鯖江アイデアソン
- 名古屋アイデアソン
- 渋谷アイデアソン
- 青森アイデアソン
- 奈良ハッカソン CIVIC TECHで創ろう未来の生駒・奈良！！〜 with Students 関西編〜
- 函館ハッカソン
- 静岡アイデアソン
- 鹿児島ハッカソン・・・このハッカソンをきっかけに鹿児島のFabスペース「TUKKUDO」が誕生
- 愛媛アイデアソン
- 徳島アイデアソン
- 大阪アイデアソン
- 札幌アイデアソン
- 佐賀アイデアソン
- 東京アイデアソン
- 柏ハッカソン
- 北陸ハッカソン
- お台場ハッカソン
- 名古屋ハッカソン
- 沖縄ハッカソン
- 信州ハッカソン
- 静岡ハッカソン
- 大阪ハッカソン
- 徳島ハッカソン

#### その他
- アサヒビールハッカソン 〜若年層がお酒を飲みたくなる(誘いたくなる)アプリの開発〜
- JINS MEME HACKATHON
- IBM Bluemix × Watson でMashup Hackathon
- IBM Bluemix Challenge 2015ハッカソン
- 家CON2015アイデアソン スマートハウスを活用した新発想アプリを考えよう！！
- IFTTTハンズオン
- MUSIC HACK DAY2015
- MUSICIANS HACKATHON 2015
- CEATEC2015
- DESIGNERS’ ハッカソン
- Hack On Air （MBSハッカソン）
- TechCrunch Tokyo Hackathon 2015

### 応募総数
- 431作品

## Mashup Awards 2016

### 受賞作品[19]
- For All 最優秀賞
  - 「srt.js[20]」
- For All 優秀賞
  - 「VISTouch AIR[21]」
  - 「なんとかめーかー りある[22]」
  - 「Hz (ヘルツ)[23]」
  - 「トイレの神様[24]」

- For Pro 最優秀賞
  - 「全社員早押上司争奪戦[25]」
- For Pro 優秀賞
  - 「スリー・D・ペッパー[26]」
  - 「EC用人工知能ボット知識ジェネレーター[27]」

### イベント
FESTA 2016 By MashupAwards 
| 日時       | 2016/12/17                                                 |
| 会場       | 寺田倉庫 G3-6F / Warehouse TERRADA G3-6F                   |
| 参加作品数 | Mashup Battle FinalSTAGE Mashup Battle Final Stage For Pro |

Mashup Battle 2ndSTAGE 
| 日時       | 2016/12/03                                        |
| 会場       | TOKYO CULTURE CULTURE（東京カルチャーカルチャー） |
| 参加作品数 | 55作品                                            |

### 応募総数
- ForALL 317作品[30]
- ForPro 30作品

### 関連イベント

#### 各地開催アイデアソン、ハッカソン
- - 会津ハッカソン[31]
  - 大垣ロボットハッカソン[32]
  - 福井ハッカソン[33]
  - 沖縄ハッカソン[34]
  - 函館ハッカソン[35]
  - 塩尻ハッカソン[36]
  - 名古屋ハッカソン[37]
  - 金沢ハッカソン[38]
  - 大阪バッカソン[39]
  - 東京バッカソン[40]

#### その他
- - レッドハッカソン[41]
  - 楽器ソン[42]
  - TBSハッカソン[43]
  - Facebookハッカソン[44]
  - 特大ペッパソン[45]
  - 福岡市防災減災アプリコンテスト[46]

## Mashup Awards 2017

### 受賞作品（Final進出作品）
- 最優秀賞
- 優秀賞

### イベント

#### Mashup Battle 2nd STAGE
| 日時       | 2017/12/10                                        |
| 会場       | TOKYO CULTURE CULTURE（東京カルチャーカルチャー） |
| 参加作品数 | 47作品                                            |

#### その他
We are MA